# Ibrahima Diallo (ur. 1999)
Ibrahima Diallo (ur. 8 marca 1999 w Tours) – francuski piłkarz senegalskiego pochodzenia występujący na pozycji pomocnika w katarskim klubie Al-Duhail SC oraz młodzieżowy reprezentant Francji. Wychowanek Angoulême, w trakcie swojej kariery grał w AS Monaco B, Stade Brestois 29 oraz Southampton. Jest młodszym bratem Abdou Diallo, reprezentanta Senegalu i zawodnika Paris Saint-Germain F.C..
W październiku 2020 zawarł umowę z angielskim klubem Southampton F.C., która miała obowiązywać cztery lata.
19 lipca 2023 podpisał kontrakt z katarskim Al-Duhail SC.